# 이즈-오가사와라 해구

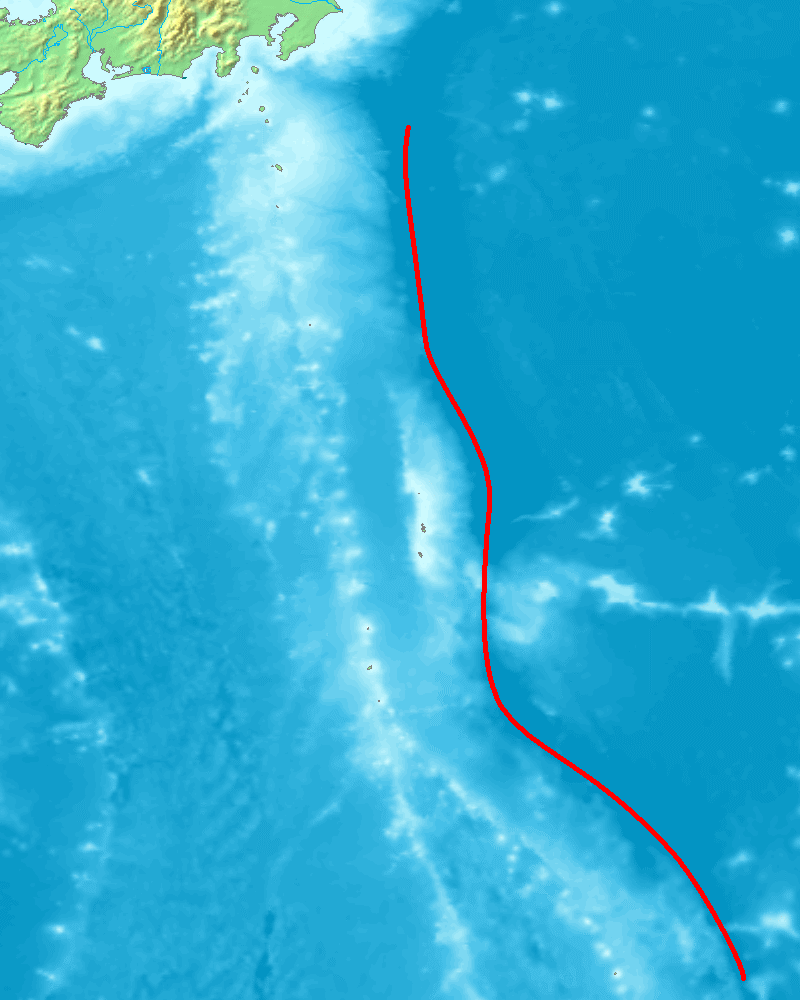
이즈-오가사와라 해구가 빨간색으로 표시되어 있다.

이즈-오가사와라 해구(일본어: 伊豆・小笠原海溝 いず・おがさわらかいこう[*], Izu-Ogasawara Trench), 이즈-보닌 해구(Izu-Bonin Trench)는 일본 보소반도 해역에서 동남쪽으로 이어지는 해구이다. 마리아나 해구와 묶어 이즈-오가사와라-마리아나 해구(일본어: 伊豆・小笠原・マリアナ海溝, IBM 해구)라 부르기도 한다. 북쪽의 이즈 해구(Izu Trench)와 오가사와라 해저평원을 기점으로 남쪽의 보닌 해구/오가사와라 해구(Bonin Trench)로 나뉜다.
태평양판이 필리핀해판 아래로 섭입하면서 생긴 해구로 가장 깊은 곳은 해저 9,780m이다. 하하지마섬 동남쪽엔 수심이 약간 얉은 부분인 하하지마 해산이 있는데 이를 이즈-오가사와라 해구와 마리아나 해구의 경계로 본다. 북쪽으로는 일본 해구와 사가미 해곡이, 남쪽으로는 마리아나 해구로 이어진다.
이즈-오가사와라 해구에서 침강한 판(암석권)은 이즈 제도, 오가사와라 제도 인근에서 마그마가 분출하여 이즈-오가사와라-마리아나 열도라 불리는 가잔 열도의 호 모양을 만들고 있다.
이즈-오가사와라 해구 부근에는 1972년 M7.2 하치조섬 동쪽 해역 지진, 2010년 M7.8 치치시마 근해 지진, 2015년 M8.1 오가사와라 제도 서쪽 해역 지진 등이 일어났다.

## 같이 보기
- 게이초 지진
- 이즈-오가사와라-마리아나 열도